# バックステージ・アイドル・ストーリー
『バックステージ・アイドル・ストーリー』（BackstageIdlestory、BiS）は、2012年10月10日から2012年11月28日までスペースシャワーTVで放送されていた音楽テレビアニメである。

## 概要
アイドルユニット「BiS」の楽屋トークと、ゲストを招いてのアドリブトークの2部構成による15分番組。
下ネタトークが多いのが特徴で、公式サイトも「最低アニメ」と称していた。なお最終回は「生アフレコ」を行なうため、クラウドファンディングによる視聴者からの出資を募り、目標金額を超える資金を得ている。
アニメーション制作を担当した吉祥寺トロンはガイナックスの子会社で、本作が初の制作元請となった。

## 登場キャラクター
声の出演は、全員がBiSのメンバーとなっている。
プー・ルイ13世
声 - プー・ルイ
血液型：A型、出身地：埼玉県、特技：司会（台本がなくてもまとめられる）
ヒラノノゾミIII型
声 - ヒラノノゾミ
血液型：O型、出身地：秋田県、趣味：ネットサーフィン（主にYouTubeあさり）
テラシマユフ9世
声 - テラシマユフ
血液型：O型、出身地：千葉県、趣味：読書（主に古文）
ミチバヤシリオ5世
声 - ミチバヤシリオ
血液型：A型、出身地：神奈川県、趣味：アイドルが好き
ワキサカユリカ11世
声 - ワキサカユリカ
血液型：B型、出身地：神奈川県、趣味：ダンス

## スタッフ
- 演出・構成 - 石舘光太郎
- 脚本 - 石舘光太郎、木村圭太、山口正武
- キャラクターデザイン - 国道12号
- ロゴデザイン - 角田有右
- 次回予告イラスト - 鈴木愛
- 劇中イラスト - 清田倫代、菅みのり
- CG監督 - 小宮智彦
- CG - 石上大樹、川尻将由、村瀬明宏、所正泰
- オープニングCG - 川尻将由、所正泰
  - 編集 - 小宮智彦
- 企画 - 越智竜太（avex entertainment Inc.）、福原慶匡、渡辺淳之介（以上つばさプラス）
- プロデューサー - 高根順次（スペースシャワーTV）、アサオヨシノリ（吉祥寺トロン）
- アニメーション制作 - 吉祥寺トロン
- 制作協力 - GAINAX
- 協力 - ゼロシーセブン株式会社
- 製作 - 露骨なアイドル商法応援委員会（スペースシャワーネットワーク、avex entertainment Inc.、吉祥寺トロン、つばさプラス）

## 各話リスト
サブタイトルはアイドルの楽曲にちなむ。
| 話数 | サブタイトル             | ゲスト                | 中略カードイラスト |
| ---- | ------------------------ | --------------------- | ------------------ |
| #1   | 暑中お見舞い申し上げます | 杉村太蔵              | 鈴木愛             |
| #2   | サウスポー               | 杉村太蔵              | pikomaro           |
| #3   | 赤いスイートピー         | ANI（スチャダラパー） |                    |
| #4   | 愛が止まらない           | 浜田ブリトニー        | 七草               |
| #5   | はんぶん不思議           | 永野                  | 背後からヨモギ     |
| #6   | 乙女 パスタに感動!       | 永野                  | ざぼん             |
| #7   | ヘビーローテーション     | 小林ゆう              | Aki                |
| #8   | ぺろぺろちゅっちゅ       | 小林ゆう              | 小林ゆう           |

## 主題歌
オープニング
- 「アイドル」

作詞：アイド朗、作曲：松隈ケンタ、歌：BiS
エンディング
エンディングには週替りでBiSの楽曲のライブ映像が使われている。
- #1 「nerve」

作詞：久保田洋司 作曲：miifuu 編曲：Schtein & Longer
- #2 「BiS」

作詞：BiS、どりみ 作曲・編曲：松隈ケンタ
- #3 「My Ixxx」

作詞：BiS 作曲・編曲：松隈ケンタ
- #4 「太陽のじゅもん」

作詞：MID 作曲：松隈ケンタ 編曲：Schtein & Longer ブラスアレンジ：上井翔太
- #5 「primal.」

作詞：BiS 作曲・編曲：松隈ケンタ
- #6 「パプリカ」

作詞：そよ 作曲：生熊耕治 編曲：松隈ケンタ
- #7 「IDOL」

作詞：竜宮寺育 作曲・編曲：松隈ケンタ
- #8 「PPCC」

作詞：BiS 作曲：松隈ケンタ 編曲：Buzz72+

## 放送局
| 放送地域 | 放送局             | 放送期間                  | 放送日時           | 放送系列   | 備考                              |
| -------- | ------------------ | ------------------------- | ------------------ | ---------- | --------------------------------- |
| 日本全域 | スペースシャワーTV | 2012年10月10日 - 11月28日 | 水曜 24:45 - 25:00 | CS放送     | リピート放送あり                  |
| 日本全域 | ニコニコチャンネル | 2012年10月11日 - 11月29日 | 木曜 12:45更新     | ネット配信 | 1話は恒久無料、2話以降は2週間無料 |

## Blu-ray
- バックステージ･アイドル･ストーリー 上巻・下巻（2011年03月23日発売、販売元：SPACE SHOWER DISCS、品番：DDXV-1001, DDXV-1002）
  - 各巻4話ずつ収録。